# 伊芙琳·内斯比特
伊芙琳·内斯比特（Evelyn Nesbit，1884年12月25日—1967年1月17日），美國艺术模特儿。

## 生平
伊芙琳·内斯比特出生在宾夕法尼亚州Tarentum，父亲是一名律师。她後來成為吉布森女孩，與斯坦福·懷特合作《红色丝绒秋千上的少女》（The Girl in the Red Velvet Swing）為其代表作。

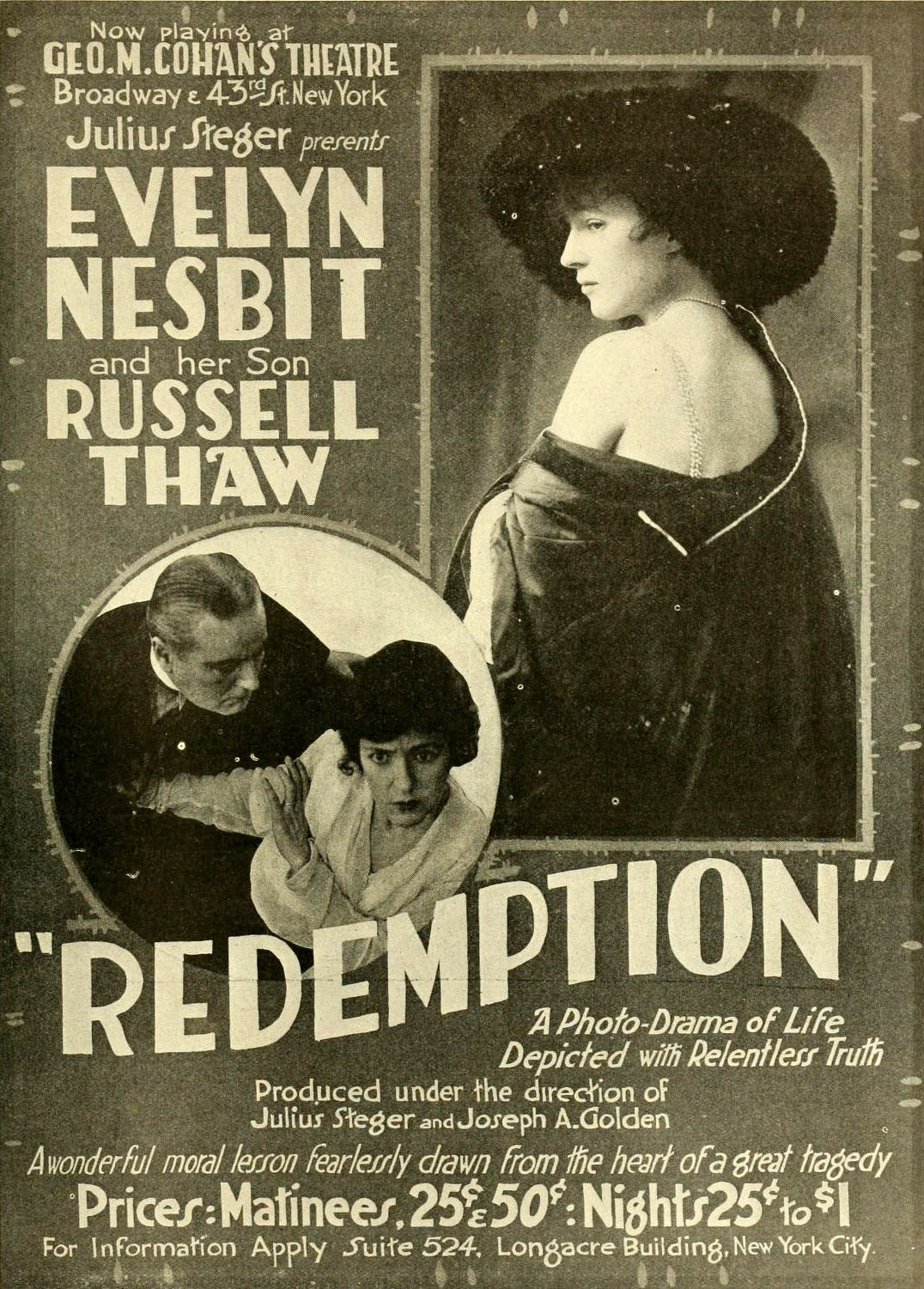
Redemption (1917)
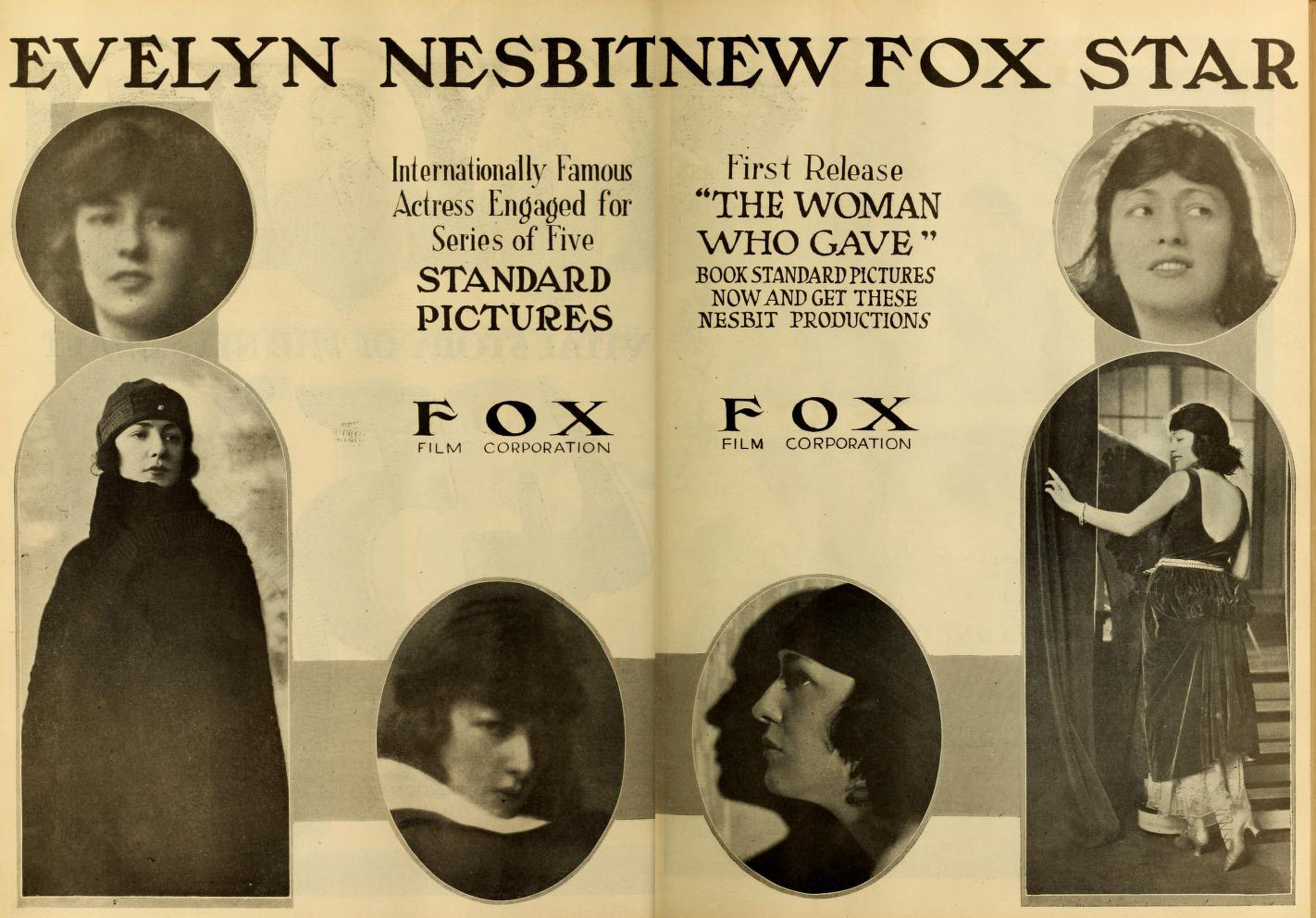
The Woman Who Gave (1918)
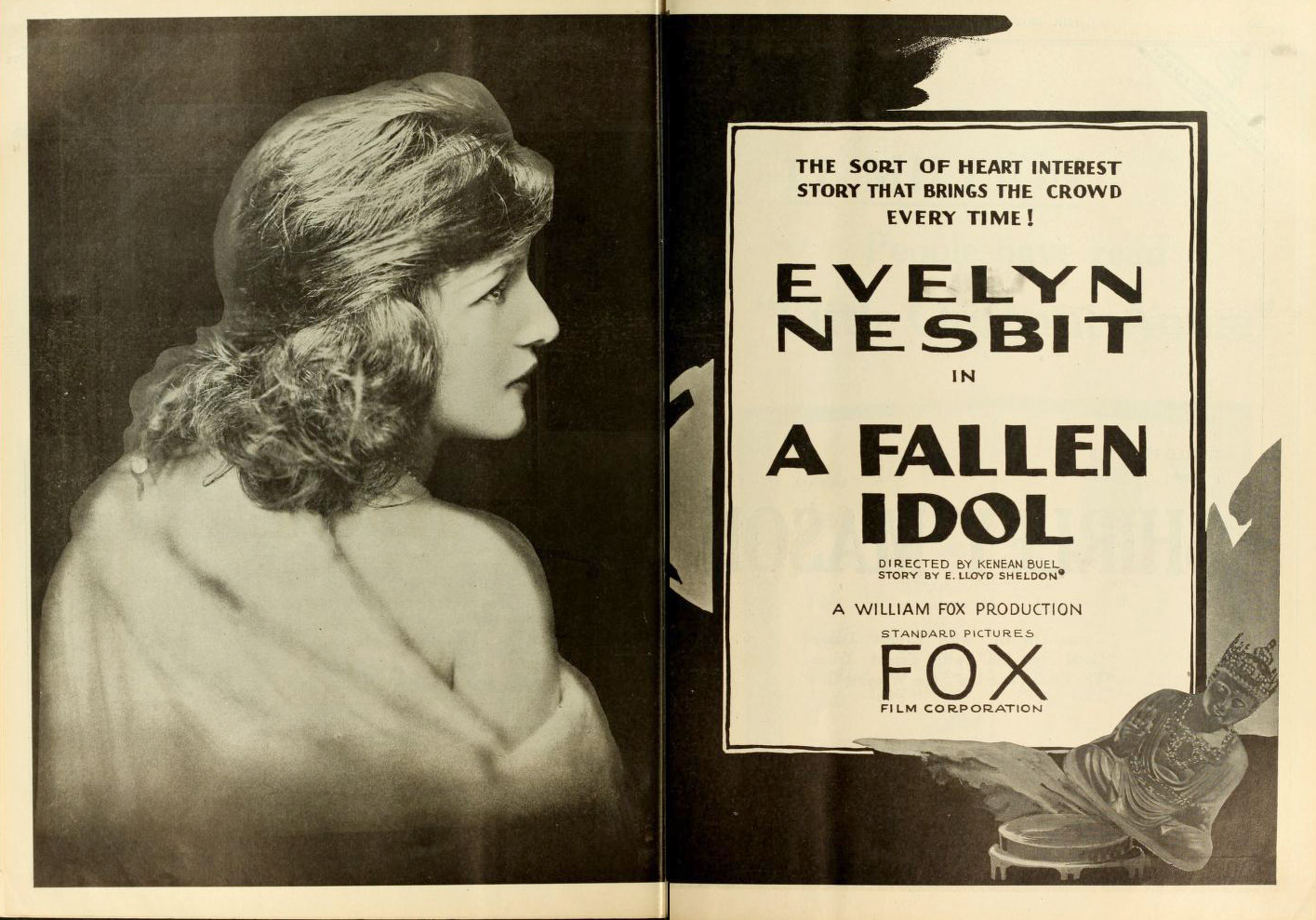
A Fallen Idol (1919)